# Pillomena marysvillensis
Pillomena marysvillensis är en snäckart som först beskrevs av Madeleine Gabriel 1947.  Pillomena marysvillensis ingår i släktet Pillomena och familjen Charopidae. Inga underarter finns listade i Catalogue of Life.